# Andreas Lettenbichler

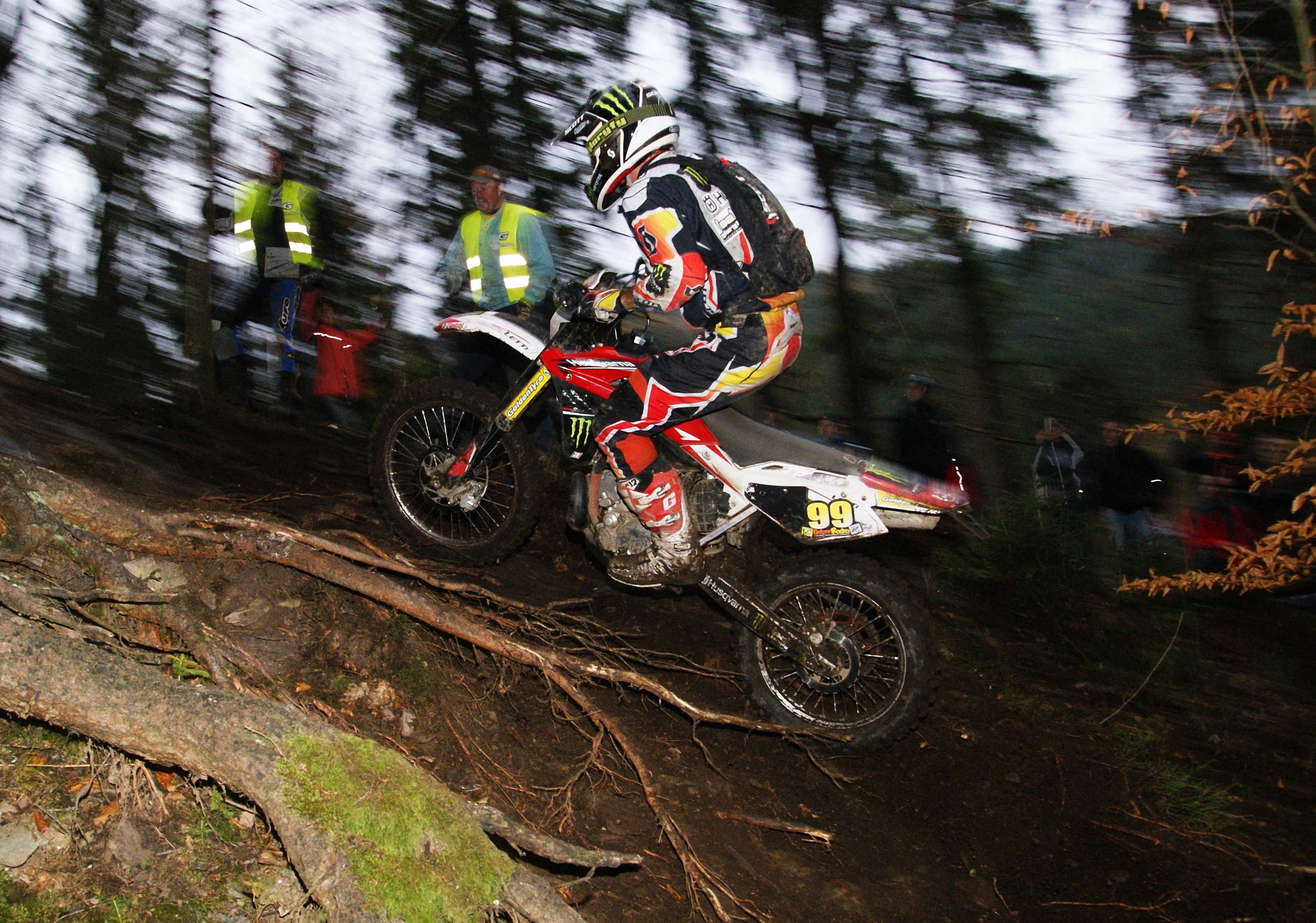
Andreas Lettenbichler beim Getzenrodeo 2012

Andreas Lettenbichler (* 18. September 1974 in Rosenheim) ist ein deutscher Motorrad-Trial- und Endurocross-Fahrer.
Er startete bei den Trial-Weltmeisterschaften (Outdoor, Indoor), Europameisterschaften (Outdoor, Indoor), Deutschen Meisterschaften (Outdoor), Österreichischen Meisterschaften, Internationalen Deutschen Meisterschaften (Indoor), beim Deutschen Trial Cup, beim Deutschen Trial Pokal und beim Nationen Trial.
Daneben nimmt er im Bereich des Enduro am ErzbergRodeo in Österreich und am Hell’s Gate in Italien teil. Er entschied das ErzbergRodeo 2015 mit drei anderen Startern für sich.
Sein Sohn Manuel ist ebenfalls Endurosportler.

## Resultate
1990
- 1. Platz Deutsche Jugendmeisterschaft Motorrad-Trial

1996
- 1. Platz Deutsche Meisterschaft-Motorrad-Trial

1997, 1998, 1999
- 1. Platz Indoor Meisterschaft – Motorrad-Trial

2002
- 1. Platz Deutsche Meisterschaft – Motorrad-Trial

2003
- 2. Platz Deutscher Meisterschaft – Motorrad-Trial

2005
- Österreichischer Meister – Motorrad-Trial

2006
- 2. Platz ErzbergRodeo
- Österreichischer Meister – Motorrad-Trial

2007
- 6. Platz „Hell’s Gate“

2008
- 2. Platz ErzbergRodeo

2009
- 1. Platz Red Bull romaniacs

2012
- 2. Platz Red Bull romaniacs

2013
- 2. Platz ErzbergRodeo

2014
- 3. Platz ErzbergRodeo

2015
- 1. Platz ErzbergRodeo